# Träckning
Träckning, driva, är en metod att bearbeta metall som främst silversmeder använder sig av. En plan metallplåt bearbetas så att till exempel en mugg eller vas framställs ur ett enda metallstycke.
Exempel på arbetsmetod för framställning av en silvermugg genom träckning:
1. Med en silversmedshammare och ett urgröpt underlag av hårt trä (ofta ek), veckas en rund silverplåt i riktning från ytterkant, in till det som skall vara botten. Mellanrummen på vecken bör vara 1-2 cm, men är beroende av vilken storlek av hammare som används.
2. Vecken slås platta med hammaren i 90 graders vinkel mot vecken, med ett slätt underlag av trä.

För att ge en bild av hur silverplåten kan se ut efter steg 1, en bit i processen, kan man jämföra med en svensk sockerkaksform från 1800-talet.
Metoden innebär att metallen i ytterkant trycks ihop, vilket gör att tjockleken i ytterkant oftast är större än i botten.
Detta upprepas flera hundra, ibland upp till 1000, gånger, med upprepade glödgningar för att undvika att metallen spricker.